# Zamira Zaytseva
Zamira Khamatkhanovna Zaytseva (in russo Замира Хаматхановна Зайцева?; 16 febbraio 1953) è un'ex mezzofondista sovietica.

## Palmarès

### Mondiali
- 1 medaglia:
  - 1 argento (Helsinki 1983 nei 1500 m piani)

### Europei
- 1 medaglia:
  - 1 argento (Atene 1982 nei 1500 m piani)

### Europei indoor
- 1 medaglia:
  - 1 argento (Vienna 1979 nei 1500 m piani)

## Altre competizioni internazionali
1985
- Coppa Europa di atletica leggera ( Mosca)